# 거대 마젤란 망원경
거대 마젤란 망원경(Giant Magellan Telescope GMT)은 칠레 아타카마 사막에 있는 라스 캄파나스 천문대에 건설 중인 25.4미터의 지상 기반 초대형 망원경이다. 시운전(commisionning)은 2020년대 후반으로 예상된다. 거대 마젤란 망원경은, 일단 완공되면, 광학 및 중적외선(320~25000nm) 광선을 관측하는 역대 최대 규모의 그레고리식 망원경(Gregorian telescope)이 될 것이다. 이 망원경은 세계에서 가장 큰 7개의 거울을 사용하여 368제곱미터의 집광 면적을 형성한다.
거대 마젤란 망원경은 허블 우주 망원경의 10배, 제임스 웹 우주 망원경의 4배에 달하는 해상도를 갖출 것으로 예상되지만 우주 망원경과 동일한 적외선 주파수로 이미지를 촬영할 수는 없다. 과학자들은 거대 마젤란 망원경을 사용하여 먼 외계 행성에서 생명체의 흔적을 찾는 것부터 화학 원소의 우주 기원을 조사하는 것까지 천체 물리학의 거의 모든 측면을 연구할 것이다. 거대 마젤란 망원경은 2005년에 주경들을 주조하기 시작했고 또한 2015년에 부지 건설을 시작했다. 2023년 현재 7개의 주경들이 모두 주조되었고, 7개의 적응형 보조경들 중 첫 번째 보조경이 주조 중이며 또한 망원경 가대의 제작이 진행 중이다. 다른 망원경 하위 시스템들은 최종 설계 단계에 있다.
20억 달러 규모의 이 망원경은 다음 6개국을 대표하는 주요 연구 기관으로 구성된 국제 컨소시엄인 GMTO 코퍼레이션의 작품이다: 오스트레일리아, 브라질, 칠레, 이스라엘, 한국 및 미국

## 부지

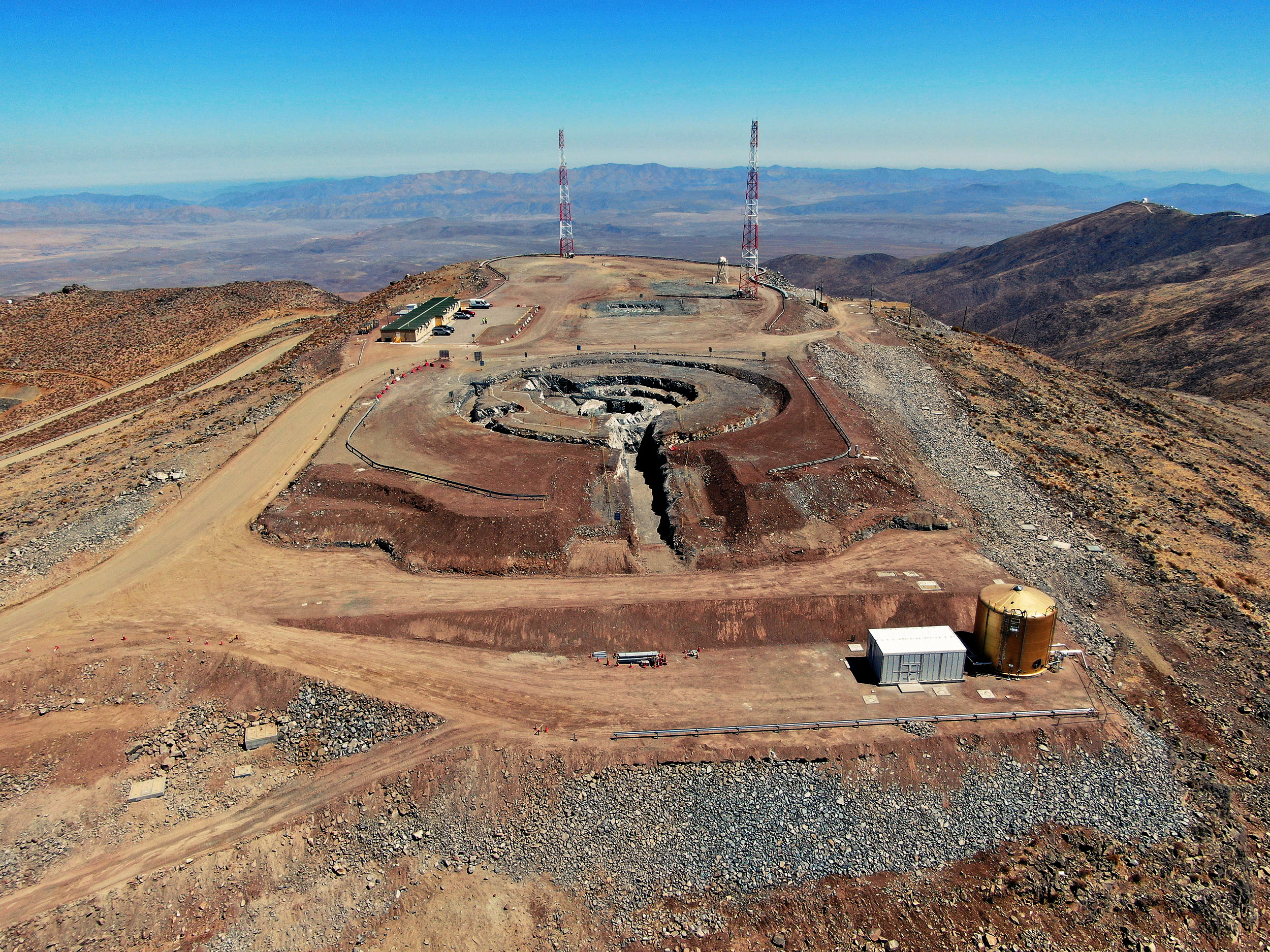
거대 마젤란 망원경의 건설 현장

망원경의 위치는 라스 캄파나스 천문대로, 이곳은 칠레 라 세레나에서 북북동쪽으로 약 115km (71마일), 칠레 코피아포에서 남쪽으로 180km (112 마일) 떨어진 고도 2,516m (8,255ft)에있는 마젤란 망원경의 부지이기도하다. 이 부지는 1960 년부터 워싱턴 카네기 연구소가 소유하고 있다. 이 부지가 망원경의 위치로 선택된 이유는 뛰어난 시상과 일년 내내 맑은 날씨 때문이다. 또한, 인구 밀집 지역이 드물고 또한 기타 유리한 지리적 조건으로 인해 주변 아타카마 사막 지역 대부분의 밤하늘은 대기 오염이 없을뿐만 아니라 광공해의 영향을 가장 적게받는 곳 중 하나이기 때문에 이 지역은 장기 천문 관측을 위한 지구상에서 가장 좋은 장소 중 하나로 먼들고 있다. 남반구의 위치는 은하계 중심, 가장 가까운 거대질량 블랙홀(궁수자리 A*에 근접), 태양에서 가장 가까운 별(프록시마 켄타우리), 마젤란 은하 및 다수의 가장 가까운 은하들과 외계 행성들에 접근성을 제공한다.

## 디자인 및 상태
거대 마젤란 망원경의 그레고리식 설계는 단 두 개의 집광면으로 가장 넓은 시야에서 가능한 최고의 우주 이미지 해상도를 구현하여 모든 30미터급 초대형 망원경 중에서 광학적으로 가장 뛰어난 성능을 발휘할 것이다.

### 표: 성능 사양
| 광학 처방                         | 아플라나틱 그레고리식 |
| 초점면 축척                       | 0.997초각/mm          |
| 파장 범위                         | 0.32~25um             |
| 시야                              | 20분각 직경           |
| 주경 직경 및 집광 면적            | 25.4m, 368m²          |
| 주경 f/#                          | 0.71                  |
| 거울 f/#최종ƒ/# (광시야 보정기와) | 8.16 [8.34]           |
| 회절 제한 각분해능                | 0.01초각 at 1um       |

현장 준비는 2012년 3월 23일 산 정상을 평탄화하기 위한 첫 발파로 시작되었다. 2015년 11월, 착공식과 함께 현장에서 건설이 시작되었다. 2018년 1월, WSP는 거대 마젤란 망원경 건설 관리 계약을 체결했다.
2005년 11월 3일 회전로(rotating furnace)에서 첫 번째 거울의 주조가 완료되었다. 세 번째 세그먼트는 2013년 8월에, 네 번째는 2015년 9월에, 다섯 번째는 2017년에, 여섯 번째는 2021년에, 그리고 마지막 것은 2023년에 주조되었다.
첫 번째 거울의 연마는 2012년 11월에 완료되었다.
잉거솔 머신 툴즈(Ingersoll Machine Tools)는 2021년 12월 일리노이주 록포드에 거대 마젤란 망원경 가대를 제작하기 위한 제작 시설 건설을 완료했다. 2022년 현재 망원경 가대의 건설이 진행 중이다. 이 구조물은 2025년 말에 칠레에 인도될 예정이다.

### 인클로저
거대 마젤란 망원경 인클로저는 칠레 아타카마 사막의 극심한 날씨와 지진으로부터 망원경의 거울과 부품을 보호하는 65미터 높이의 구조물이다. 4,800톤에 달하는 이 인클로저는 거의 3분 만에 전체 회전을 완료할 수 있으며, 망원경 인클로저 내부의 어떤 열 평형을 유지하고 주 거울 표면의 주변 열 구배들을 줄이기 위하여 폐쇄 사이클 강제 공기 대류 시스템으로 설계되었다.
인클로저 설계는 망원경 피어에 관측소의 50년 생애 동안 예상되는 가장 강력한 지진을 견딜 수 있는 내진 시스템을 제공하며 또한 한 달에 여러 번 발생하는 더 빈번하지만 강도는 덜한 지진 발생 후 망원경이 신속하게 작동을 재개할 수 있게 해준다..
2022년 3월, 엔지니어링 및 건축 회사 IDOM은 2024년까지 망원경의 인클로저 설계를 완료하는 계약을 체결했다.

### 망원경 가대
망원경 가대 구조는 39미터 높이의 고도 경위대 설계로 직경 22미터의 피어 위에 세워질 예정이다. 거울과 계측기를 제외한 구조물의 무게는 1,800톤이다. 거울과 계기를 포함하면 무게는 2,100톤이 된다. 이 구조물은 50미크론 두께의 기름 막 위에 떠 있으며, 망원경 가대가 3 자유도에서 마찰없이 미끄러질 수 있도록 여러 유체 역학 베어링에 의해 지지된다.
2019년 10월, GMTO 코포레에션은 거대 마젤란 망원경의 구조물을 설계, 제작 및 설치하기 위해 독일 기업 MT 메카트로닉스(OHB SE의 자회사) 및 일리노이주 소재 잉거솔 머신 툴즈와 계약을 체결했다고 발표했다. 잉거솔 머신 툴즈는 2021년 12월 일리노이주 록포드에 거대 마젤란 망원경 가대를 제조하기 위한 40,000평방피트 규모의 시설 건설을 완료했다. 2022년 현재 망원경 가대의 건설이 진행 중이며 2025년에 완공될 예정이다.
망원경 가대는 망원경의 18톤 주경들을 고정하고 보호하는 7개의 "셀들"로 구성된다. 거울 지지 시스템에는 기존의 내부 하중 전달 프레임이 없다. 그 대신 독특한 모양과 외부 쉘에서 힘을 얻는다. 덕분에 망원경 가대는 크기에 비해 작고 가벼운 디자인이 가능하다. 또한 망원경을 매우 견고하고 안정적으로 만들어 바람과 기계적 진동으로 인한 이미지 품질 저하를 방지할 수 있다.
"셀" 주경 지지 시스템에는 공압식 액추에이터(pneumatic actuator)가 있는 "액티브 옵틱"이 포함되어 있으며, 이 액추에이터가 주경의 뒷면을 밀어 직경 8.4미터의 주경 7개에 미치는 중력 및 온도 변화의 영향을 보정한다. 또한 망원경에 사용되는 최초의 시스템인 CO2 기반 냉방을 활용하는 14개의 공기 처리 장치가 거울 지지 시스템 내부에 장착되어 공기를 순환시킨다. .
폐쇄 사이클 강제 공기 대류 시스템은 망원경 인클로저 내부의 열 평형을 유지하고 주 거울 표면의 열 구배를 줄이기 위해 사용된다.
7개의 거울 지지 시스템 제작의 전 단계로서, 설계 결정들을 검증하고 성능을 입증하기 위해 실물 크기의 원형도 제작되었다.
2023년 4월, OHB 이탈리아 S.p.A.는 거대 마젤란의 거울 커버 7개들 중 첫 번째 커버의 제조 및 테스트를 완료했다. 이 커버는 사용하지 않을 때 세계 최대 규모의 거울을 보호하기 위해 2분여 만에 일제히 접히게 된다.

### 주경

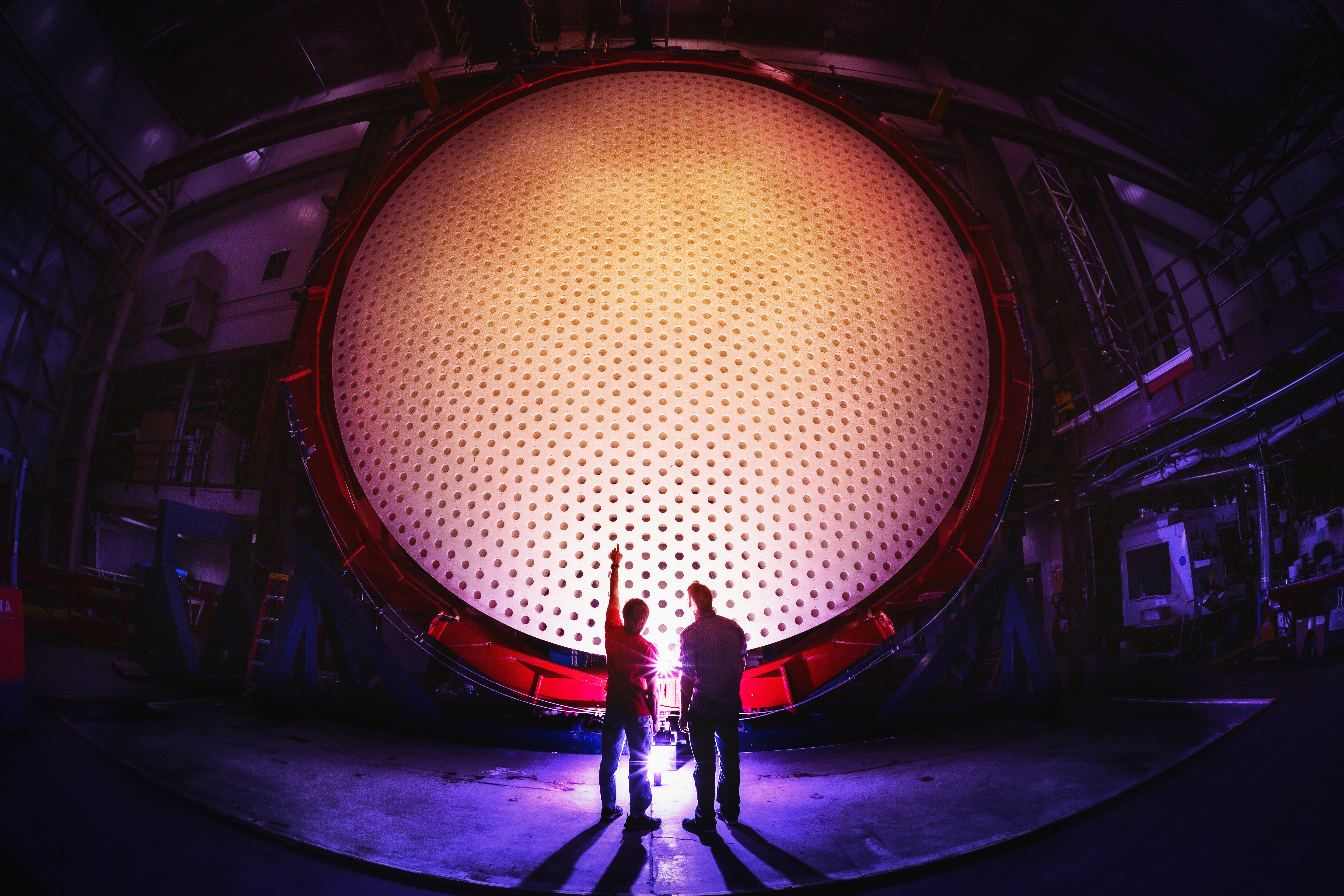
거대 마젤란 망원경 주경 뒷 표면

거대 마젤란 망원경과 몇몇 유명한 광학 망원경들의 명목상 조리개 크기 비교

이 망원경은 세계에서 가장 큰 거울 7개를 각각 직경 8.417m(27.61ft)의 주경 세그먼트로 사용할 것이다. 그런 다음 이 세그먼트들은 중앙에 하나의 거울이 있고 그 주위에 나머지 여섯 개의 거울이 대칭으로 배열된다. 문제는 바깥쪽 6개 거울 세그먼트가 축에서 벗어나 있고, 서로 동일하지만 개별적으로 방사형 대칭이 아니기 때문에 일반적인 연마 및 테스트 절차를 수정해야 한다는 것이다.
거울은 애리조나 대학교의 스튜어드 천문대(Steward Observatory) 리처드 F. 카리스 거울 연구소에서 제작하고 있다.
각 거울의 주조에는 일본 오하라 사(Ohara Corporation)의 E6 붕규산 유리(borosilicate glass) 20톤이 사용되며 약 12~13주가 소요된다. 주조 후, 그것들은 약 6개월 동안 냉각되어야 한다. 주조와 연마에 각각 약 4년이 소요되며, 가장 높은 봉우리들과 골짜기들이 사람 머리카락 폭의 1/1000보다 작을 정도로 매끈한 마감을 얻는다.
이것은 축을 벗어난 한 세그먼트이였디 때문에, 거울을 연마하기 위해 다양한 새로운 광학 테스트와 실험실 기반 시설이 개발되어야 했다.
그 의도는 7개의 동일한 축외 거울들 제작하여, 1-2년마다 1-2주(세그먼트 당) 소요되는 프로세스 인 재코팅되는 세그먼트를 대체 할 여분을 사용할 수 있도록 하는 것이다. 완전한 망원경은 7개의 거울을 사용하지만, 4개의 거울로 작동을 시작할 계획이다.
1-3 세그먼트들이 완성되었다. 4-6 세그먼트들은 연마 및 테스트 중이다. 세그먼트 7은 2023년에 주조될 예정이다.
주경 배열은 초점비(초점 거리를 직경으로 나눈 값)은 f/0.71을 갖게 될 것이다. 그 직경의 1/3인 개별 세그먼트은 초점비는 f/2.14가 된다. 전체 망원경의 전체 초점비는 f/8이 될 것이며 또한 광학 처방은 아플라나틱 그레고리식 망원경(Gregorian telescope)이 될 것dl다. 그것은 모든 현대식 대형 망원경과 마찬가지로 적응광학을 사용할 것이다.
과학자들은 매우 큰 조리개와 첨단 적응광학으로 인해 매우 높은 품질의 이미지를 기대한다. 이미지 품질은 20분각 시야각으로 투사되며 0-20분각까지 보정할 수 있다. 이미지들은 거의 160킬로미터(100마일) 떨어진 곳에서 동전에 새겨진 횃불을 식별할 수 있을 정도로 선명하며 허블 우주망원경을 능가할 것으로 예상된다.
그만큼 패서디나의 카네기 천문대 사무실은 주차장에 거대 마젤란 주경 배열의 윤곽이 그려져 있다. 북위 34° 09′ 21″ 서경 118° 08′ 00″ / 북위 34.15591°  서경 118.13345°  위성 이미지에서 쉽게 볼 수 있다.

### 부경과 적응형 광학 장치
거대 마젤란 망원경의 적응형 부경은 직경 약 1.1미터의 7개의 세그먼트들로 구성되어 있다. 그것들은 이 거울은 망원경이 수집한 빛의 대기 왜곡을 보정하는 역할을 하는 변형 가능한 "적응광학" 거울들이다. 적응형 부경들은 7000개 이상의 독립적으로 제어되는 음성 코일 액추에이터에 접착된 한 얇은 유리판으로 구성된다. 각 세그먼트는 지구 대기의 광학 흐림 효과를 보정하기 위해 2mm 두께의 표면을 초당 2,000회 변형/재형성할 수 있다.
첫 번째 세그먼트는 2022년 8월 현재 제작 중이며 2024년에 완성될 예정이다..
거대 마젤란 망원경은 세 가지 적응광학 모드를 갖추게 된다.
- 지상층 적응광학(GLAO): 그레고리식 설계와 통합 적응광학 시스템을 통해 넓은 시야각에 걸쳐 지상층 대기 난류를 보정하여 가시광선부터 근적외선까지 자연스러운 이미지 품질을 20~50% 개선한다(적색 파장에서 가장 큰 개선 효과). 거대 마젤란 망원경은 파면 센서를 사용하여 모든 기기가 GLAO 보정 이미지를 수신할 수 있도록 한다.

- 자연적 가이드 스타 적응광학(NGAO): NGAO는 한 단일 자연적 가이드 별(밝은)을 사용하여 0.6μm에서 중적외선까지의 파장에서 직경 몇 초각의 시야에 걸쳐 회절이 제한되고 높은 스트렐 비율의 이미지(K 밴드에서 75% 이상의 스트렐)를 전달한다.

- 레이저 단층 촬영 적을광학(LTAO): LTAO는 6개의 레이저 가이드 별과 하나의 자연 가이드 별(희미한)을 사용하여 NGAO(1μm에서 ~20")보다 훨씬 더 넓은 시야의 적외선 파장에서 적당한 스트렐 비율(H 밴드에서 30% 이상의 스트렐)로 거의 전체 하늘로 방향성 제한 성능을 확장하며, 이 모드를 사용하도록 설계된 모든 장비에서 사용할 수 있다.

거대 마젤란은 전체 시야에 걸쳐 지상층 적응형 광학 장치를 갖춘 유일한 30미터급 망원경이다.

### 과학 기기
거대 마젤란 망원경의 그레고리식 설계는 한 번에 수백 개의 물체를 볼 수 있는 광시야 영상 장치와 분광기부터 외계 행성을 연구하고 생체 신호를 찾을 수 있는 고해상도 영상 장치와 분광기에 이르기까지 최대 10개의 가시광선부터 중적외선 과학 장비를 수용할 수 있다. 각 과학 장비는 망원경의 네 가지 관측 모드를 활용하도록 설계되었다.
이 망원경에는 소형 로봇 포지셔너를 사용하는 첨단 광섬유 시스템이 장착되어 분광기의 기능을 확장하여 30미터급 망원경 중 가장 높은 해상도인 20각분의 전체 시야각에 접근할 수 있게 해준다. 이 시스템을 사용하면 하나 이상의 분광기로 전체 필드에 걸쳐 여러 대상을 관찰할 수 있다. 이를 통해 망원경은 타의 추종을 불허하는 해상도와 감도로 희미한 물체를 볼 수 있다. 이 장점은 분광학 및 심우주에 있는 천체의 거리, 역학, 화학 및 질량을 정밀하게 측정하는 데 매우 강력하다.
- GMT-컨소시엄 대형 지구 탐지기(G-CLEF) - 광학 대역 에셀 분광기[45]
- GMT 다중 물체 천문 및 우주론적 분광기 (GMACS) - 가시 다중 물체 분광기[46]
- GMT 인테그랄 필드 분광기 (GMTIFS) - 근적외선 IFU 및 AO 영상 장치[47]
- GMT 근적외선 분광기 (GMTNIRS) - 근적외선 분광기[48]
- 다중 계측기 광섬유 시스템(MANIFEST) - 시설 광섬유 시스템[49]

또한 커미셔닝 카메라(ComCam)는 GMT 시설 적응형 광학 시스템의 지상층 적응광학 성능을 검증하는 데 사용된다.
거대 마젤란 망원경의 과학적 동인에는 생명체를 찾기 위해 부모 별들의 거주 가능 영역들에 있는 행성 연구, 암흑 물질, 암흑 에너지, 중력 및 기타 기초 물리학의 여러 측면, 최초의 별들과 은하들의 형성과 진화, 블랙홀들과 은하들의 공 진화 방법 등이 포함된다.

## 비교
거대 마젤란 망원경은 초대형 망원경이라고하는 새로운 종류의 망원경 중 하나이며 각 디자인은 기존 지상 기반 망원경보다 훨씬 크다. 다른 계획된 초대형 망원경으로는 유럽 초대형 망원경과 30 미터 망원경이 있다.
| 이름                                                         | 조리개 직경 (m) | 집광 면적 (m2) | 퍼스트 라이트 |
| ------------------------------------------------------------ | --------------- | -------------- | ------------- |
| 유럽 초대형 망원경 (ELT)                                     | 39.3            | 978            | 2028          |
| 30 미터 망원경 (TMT)                                         | 30              | 655            | ?             |
| 거대 마젤란 망원경 (GMT)                                     | 25.4            | 368            | 2029          |
| 남아프리카 공화국 대형 망원경 (SALT)                         | 11.1 × 9.8      | 79             | 2005          |
| W. M. 켁 천문대                                              | 10.0            | 76             | 1990, 1996    |
| 그랑 텔레스코피오 카나리아스 (GTC)                           | 10.4            | 74             | 2007          |
| VLT (망원경)                                                 | 8.2             | 50             | 1998-2000     |
| 참고: 향후 퍼스트 라이트 날짜들은 잠정적이며 변경될 수 있음. |                 |                |               |

## 조직

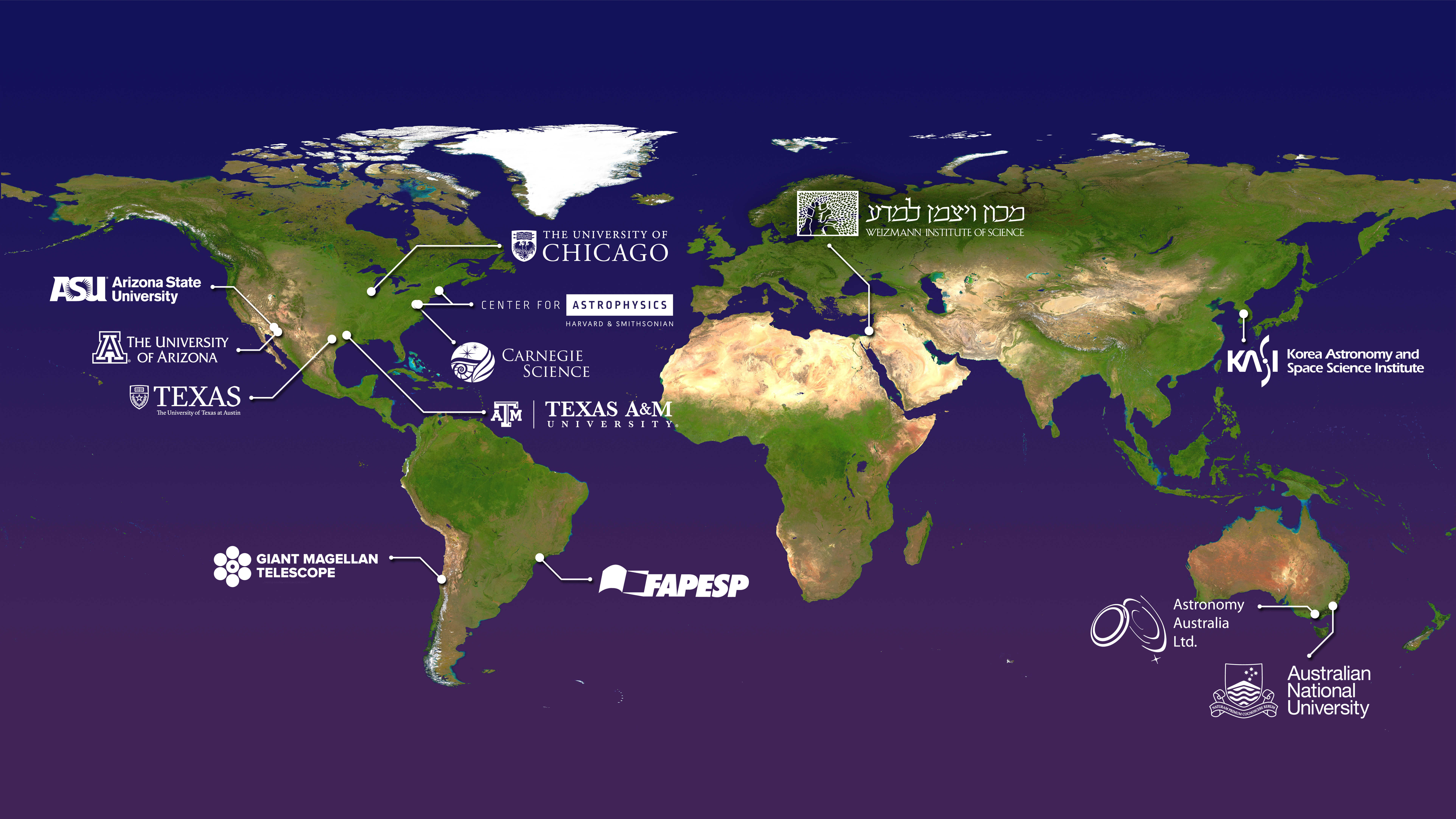
거대 마젤란 망원경의 설립 국제 컨소시엄 13개 기관들 위치

거대 마젤란 망원경은 호주, 브라질, 칠레, 이스라엘, 한국, 미국 등 6개국을 대표하는 연구 기관들로 구성된 국제 컨소시엄인 GMTO 코퍼레이션의 작품이다. GMTO 코퍼레이션은 캘리포니아주 패서디나와 칠레 산티아고에 사무실을 둔 비영리 501(c)(3) 단체이다. 이 조직은 칠레의 대통령령을 통해 칠레의 "국제 단체"으로 인정받은 칠레 정부와 확립된 관계를 맺고 있다. 이 망원경은 칠레 대학과의 협력 계약에 따라 운영되며 칠레 기관에서 일하는 천문학자에게 관측 시간의 10%를 부여한다. 다음 기관은 망원경 개발 컨소시엄의 회원이다.
- 애리조나 주립대학교
- 애리조나 대학교
- 천문학 오스트레일리아 유한회사(Astronomy Australia Limited)
- 오스트레일리아 국립 대학교
- 카네기 협회 과학 연구소(Carnegie Institution for Science)
- FAPESP {상파울루 연구 재단)
- 하버드 대학교
- 한국천문연구원 (KASI)
- 스미스소니언 협회
- 텍사스 A&M 대학교
- 텍사스 주립대학교 오스틴
- 시카고 대학교
- 바이츠만 과학 연구소

거대 마젤란 망원경은 2018년부터 미국 초대형 망원경 프로그램(US-ELTP)의 일부이다. US-ELTP는 미국에 기반을 둔 천문학자들에게 거대 마젤란 망원경과 30미터 망원경 모두에 대한 전천후 관측 접근권을 NSF의 지원을 받아 제공할 것이다. 이 프로그램은 미국 국립과학원 Astro2020 10년 탐사(Astro2020 Decadal Survey)에서 지상 기반의 최우선 순위로 선정되었는데, 이 조사에서는 US-ELTP가 "우주나 지상에서 비교할 수 없는 관측 능력을 제공하고 아직 예상하지 못한 새로운 관측과 발견을 위한 거대한 발견의 공간을 열어줄 것"이라고 언급했다.

## 같이 보기
- 아타카마 사막
- 유럽 초대형 망원경
- 그랑 텔레스코피오 카나리아스
- 가장 큰 광학 반사 망원경 목록(List of largest optical reflecting telescopes)
- 광학 망원경 목록(List of optical telescopes)
- 마젤란 망원경
- 30 미터 망원경